# Willis Todhunter Ballard
Pour les articles homonymes, voir Ballard.
Willis Todhunter Ballard, né le 3 décembre 1903 à Cleveland dans l’Ohio et mort le 27 décembre 1980 à Mount Dora en Floride, est un écrivain américain, auteur de roman policier et de western.

## Biographie
Il est le cousin de Rex Stout . Il sort diplômé de l'université de Wilmington en 1926. Il rencontre Harry Warner en 1929 qui lui propose de devenir scénariste à la First National Pictures. Il le sera également pour Columbia Pictures. Il écrit de nombreux scénarios pour des séries télévisées comme Dick Tracy, Adventures of Wild Bill Hickok (en), Cowboy G-Men (en), Shotgun Slade (en), Les Aventuriers du Far West. Il commence à écrire de nombreuses nouvelles et les publie dans les pulps, en particulier dans Black Mask. Il y crée le héros Bill Lennox, détective producteur de films. Lennox apparaît dans le premier roman de Ballard, Say Yes to Murder en 1942. Il a également créé le personnage de Max Hunter, lieutenant de la brigade criminelle de Las Vegas, et sous le pseudonyme Neil MacNeil, les héros Tony Costain et Bert McCall.
Jusqu'en 1977, il écrit une centaine de romans dont la majorité appartiennent au western qui est son genre favori. En 1965, pour Gold in California, il obtient le Spur Award de la Western Writer's of America. Il meurt d’un cancer en 1980.

## Œuvre

### Romans

#### SérieBill Lennox
- Say Yes to Murder, 1942, réédité sous le titre The Demise of a Louse signé John Shepherd
- Murder Can’t Stop, 1946 Publié en français sous le titre On n’arrête pas de tuer, Nicholson & Watson, coll. « La Tour de Londres » no 35, 1949
- Dealing Out Death, 1948 Publié en français sous le titre La mort vient en jouant, Nicholson & Watson, coll. « La Tour de Londres » no 25, 1948
- Murder Las Vegas Style, 1958
- Lights, Camera, Murder, 1960 (roman signé John Shepherd)

#### Série Max Hunter
- Pretty Miss Murder, 1961
- The Seven Sisters, 1962 Publié et signé W. T. Ballard en français sous le titre Les Sept Sœurs, Gallimard, Série noire no 974, 1965
- Three For the Money, 1963 Publié et signé W. T. Ballard en français sous le titre Ne mourrez jamais, Gallimard, Série noire no 964, 1965

#### Autres romans
- Murder in Hollywood, 1951
- Walk in Fear, 1952
- Two-Edged Vengeance ou The Circle C Feud, 1952
- Incident at Sun Mountain, 1952
- West of Quarantine, 1953
- High Iron, 1953
- Showdown 1953 (en collaboration avec James C. Lynch)
- Rawhide Gunman 1954
- Trigger Trail, 1955
- Blizzard Range, 1955
- The Package Deal, 1956
- Gunman from Texas, 1956
- Guns of the Lawless, 1956
- Roundup, 1957 Publié en français sous le titre Le Ranch du diable, Série noire no 1279, 1969
- Trail Town Marshal, 1957
- Saddle Tramp, 1958
- Chance Elson, 1958
- Death Takes an Option, 1958
- Fury in the Heart, 1959
- Trouble on the Massacre, 1959
- The Long Trail Back, 1960
- Blizzard Range, 1960 Publié en français sous le titre L'Année de la grande mort, Dupuis, coll. Galop no 17, 1967
- The Nights Riders, 1961 Publié en français sous le titre Cavaliers dans la nuit, Dupuis, coll. Galop no 30, 1968
- Gold Fever in Gopher ou Gopher Gold, 1962
- They Rode At Night, 1962
- The Night Riders, 1963
- Westward the Monitors Roar ou Fight or Die, 1963
- Desperation Valley, 1964
- Gold in California!, 1965
- Plunder Canyon, 1967
- The Man Who Stole a University, 1967 (roman de littérature d'enfance et de jeunesse)
- The Californian, 1971
- Nowhere Left to Run, 1972
- Loco and the Wolf, 1973
- Home to Texas, 1974
- Trails of Rage, 1975
- The Sheriff of Tombstone, 1977
- Hollywood Troubleshooter, 1985 (roman posthume achevé par James L. Traylor)

#### Signés Brian Agar
- Have Love, Will Share, 1961
- The Sex Web, 1967

#### Signé Hunter d'Allard
- The Long Sword, 1962

#### Signés P.D. Ballard
- Age of the Junkman, 1963
- End of a Millionaire, 1964
- Brothers in Blood, 1972 Publié en français sous le titre Frères de sang, Gallimard, Série noire no 1587, 1973
- Angel of Death, 1974
- The Death Brokers, 1974

#### Signés Parker Bonner
- Superstition Range, 1952 Publié et signé Todhunter Ballard en français sous le titre La Chevauchée dans le désert, Librairie des Champs-Élysées, coll. Le Masque Western no 94, 1973
- Outlaw Brand, 1954
- Tough in the Saddle, 1964 Publié en français sous le titre Le Canyon de la mort, Librairie des Champs-Élysées, coll. Le Masque Western no 112, 1974
- Applegate's Gold, 1967
- Plunder Canyon, 1968
- The Town Tamer, 1968 Publié en français sous le titre Pour une mine d'or, Librairie des Champs-Élysées, coll. Le Masque Western no 123, 1974
- Look to Your Guns, 1969
- Borders to Cross, 1969

#### Signés Sam Bowie
- Thunderhead Range, 1960
- Gunlock, 1968
- Canyon War, 1969
- Chisum, 1970
- Train Robbers, 1973

#### Signés Brian Fox
- A Dollar to Die For, 1968
- The Wild Bunch, 1969
- Outlaw Trail, 1969
- Unholy Angel, 1969
- Sabata, 1970
- Dead Ringer, 1971
- Apache Gold, 1971
- Dragooned, 1971
- Return of Sabata, 1972
- Bearcats!, 1973

#### Signé Harrison Hunt
- Murder Picks the Jury , 1947 Publié en français sous le titre À l'estomac, Gallimard, Série noire no 84, 1951

#### Signés John Hunter
- West Justice, 1954
- Ride the Wind South, 1957
- The Marshal from Deadwood, 1958
- Badlands Buccaneer, 1959
- Desperation Valley, 1964
- Duke, 1965
- The Man from Yuma, 1965
- A Canyon Called Death, 1968
- Death in the Mountain, 1969
- Lost Valley, 1971
- Hell Hole, 1972
- The Burning Land, 1973
- Gambler's Gun, 1973
- The Higraders, 1974
- This Range is Mine, 1975
- Manhunt, 1975

#### Signés Neil MacNeil
- Death Takes an Option, 1958 Publié en français sous le titre Option sur la mort, Presses internationales, Inter-Police Choc no 3, 1962
- Third on a Seesaw, 1959
- Two Guns for Hire, 1959
- Hot Dam, 1960
- The Death Ride, 1960
- Mexican Slay Ride, 1962 Publié en français sous le titre Mystère à Mexico, Presses internationales, Inter-Police Choc no 14, 1962
- The Spy Catchers, 1966

#### Signés Clint Reno
- Sun Mountain Slaughter, 1974
- Sierra Massacre, 1974

#### Signé John Shepherd
- Lights, Camera, Murder, 1960

#### Signé du nom maison Nick Carter
- The Kremlin File, 1973

#### Signés du nom maison Jack Slade
- Lassiter, 1967
- Bandido, 1968
- The Man from Cheyenne, 1968

#### Signés du nom maison Clay Turner
- Give a Man a Gun, 1971
- Gold Goes to the Mountain, 1974
- Go West, Ben Gold!, 1974

### Nouvelles
Parues dans Black Mask
- A Little Different, 1933
- A Million Dollar Tramp, 1933
- Positively the Best Liar, 1933
- Trouble-Hunted, 1933
- Tears Don't Help, 1934
- That's Hollywood, 1934
- Whatta Guy, 1934
- Crime's Web, 1934
- Snatching is Dynamite, 1934
- In Dead Man's Alley, 1934
- Murder Isn't Legal, 1934
- Confession Means Death, 1935
- Gamblers Don't Win, 1935
- Murder Makes a Difference, 1935
- You Never Know About Women, 1935
- After Breakfeast, 1935
- Numbers with Lead, 1936
- Blood on the Moon, 1936
- Blackmailers Die Hard, 1936
- Fugitive from Justice, 1936
- There's No Excuse for Murder, 1936
- A Ride in the Rain, 1936
- Whipsawed, 1936
- This is Murder, 1937
- Stone of Death, 1937
- Call a Dead Man, 1937
- Fortune Deals Death, 1937
- Friends Sometimes Kill, 1937
- Only Proof Counts, 1937
- Mobster Guns, 1938
- No Parole from Death, 1939
- Death in a Zoo, 1939
- Scars of Murder, 1939
- Pictures for Murder, 1940
- The Lady with the Light Blue Hair, 1941
- Thirty Miles to Albuquerque, 1941
- Not in the Script, 1941
- Murder is a Swell Idea, 1941
- The Colt and the Killer, 1942
- Lights, Action - Killer!, 1942
- The Con Man and the Cop, 1942
- Sing for Your Slaughter, 1944
- Dressed to Kill, 1945

### Autre ouvrage
- How to Defend Yourself, Your Family, and Your Home, 1967

## Sources
- Claude Mesplède (dir.), Dictionnaire des littératures policières, vol. 1 : A - I, Nantes, Joseph K, coll. « Temps noir », 2007, 1054 p. (ISBN 978-2-910686-44-4, OCLC 315873251), p. 141-142.
- Claude Mesplède, Les années "Série noire" : bibliographie critique d'une collection policière, vol. 2 : 1959-1966, Amiens, Editions Encrage, coll. « Travaux » (no 17), 1993, 4 p. (ISBN 978-2-906389-43-4).
- Claude Mesplède, Les années "Série noire" : bibliographie critique d'une collection policière, vol. 3 : 1966-1972, Amiens, Editions Encrage, coll. « Travaux » (no 22), 1994, 4 p. (ISBN 978-2-906389-53-3).
- Claude Mesplède, Les années "Série noire" : bibliographie critique d'une collection policière, vol. 4 : 1972-1982, Amiens, Editions Encrage, coll. « Travaux » (no 25), 1995, 318 p. (ISBN 978-2-906389-63-2).
- Claude Mesplède, Les années "Série noire" : bibliographie critique d'une collection policière, vol. 5 : 1982-1995, Amiens, Editions Encrage, coll. « Travaux » (no 36), 2000.
- Claude Mesplède et Jean-Jacques Schleret, SN, voyage au bout de la Noire : inventaire de 732 auteurs et de leurs œuvres publiés en séries Noire et Blème : suivi d'une filmographie complète, Paris, Futuropolis, 1982, 476 p. (OCLC 11972030).
- (en) John M. Reilly (Ed.), Twentieth-century crime and mystery writers, New York, St. Martin's Press, coll. « Twentieth-century writers of the English language », 1982 (réimpr. 1991), 2e éd., 1568 p. (ISBN 978-0-312-82417-4, OCLC 6688156), p. 44-49.